# 1969 у літературі

## Нові літературні твори
- Білий кінь Шептало — оповідання українського письменника Володимира Дрозда
- Бійня номер п'ять, або Хрестовий похід дітей — роман Курта Воннегута
- Хрещений батько — роман Маріо П'юзо
- Населений острів — фантастична повість братів Стругацьких
- «Ліва рука пітьми» — фантастичний роман Урсули Ле Гуїн

## Нагороди
- Нобелівська премія з літератури: Семюел Беккет — «За новаторські твори в прозі та драматургії, в яких трагізм сучасної людини стає його тріумфом»
- Букерівська премія (вручалася вперше): Персі Говард Ньюбі — «За це доведеться відповісти»
- Державна премія СРСР: Андрій Малишко за збірку «Дорога під яворами»
- Шевченківська премія: Головко Андрій Васильович за роман «Артем Гармаш»
- Премія Неб'юла: Урсули Ле Гуїн за роман «Ліва рука пітьми»
- Премія Х'юго: Джон Браннер за роман «Стояти на Занзібарі»

## Народились
- 3 січня — Марі Дарр'єсек, французька письменниця
- 3 січня — Сенчишин Ярина Богданівна, українська поетеса і перекладачка
- 15 березня — Морозенко Марія Миколаївна, українська поетеса
- 11 квітня — Вікторія Стах, українська поетеса, есеїстка, перекладачка, журналістка
- 29 травня — Цю Мяоцзінь, тайванська модерністська письменниця
- 11 липня — Гуцуляк Олег Борисович, український письменник, культуролог, філософ
- 13 липня — Бузина Олесь Олексійович, український публіцист, есеїст, телеведучий, письменник
- 23 серпня — Ципердюк Іван Михайлович, український поет, один з представників так званого Станіславського феномену
- 28 вересня — Пайпер Керман, американська письменниця.
- 24 жовтня — Йосіда Сунао, японський письменник-фантаст
- 13 листопада — Айаан Хірсі Алі, нідерландська феміністка, письменниця, політична діячка і засновниця громадської організації, що займається правами жінок
- 21 листопада — Зоран Стефанович, сербський письменник, видавець і міжнародний культурний активіст
- ? — Петросаняк Галина Іванівна, українська поетеса, перекладачка, літературознавець
- ? — Ізабела Сова, польська письменниця і перекладачка

## Померли
- 13 лютого — Казимир Вежинський, польський поет
- 21 лютого — Іцик Мангер, єврейський поет, який писав на їдиш
- ? лютого — Симакович Вадим Олексійович, український письменник
- 8 червня — Петров Віктор Платонович, український письменник, літературний критик, археолог та етнограф
- 13 червня — Людмила Коваленко, українська письменниця, драматург, перекладачка, радіожурналістка, член ОУП «Слово»
- 14 червня — Марек Гласко, польський письменник
- 19 липня — Стратіс Мірівіліс, грецький письменник
- 27 жовтня — Джорджо Щербаненко, італійський письменник українського походження, визнаний «італійським Сіменоном»
- 28 жовтня — Чуковський Корній Іванович, російський письменник, перекладач і літературознавець
- 18 грудня — Глєбка Петро Федорович, білоруський громадський діяч, науковець, поет, драматург, перекладач, академік АН БРСР
- ? — Райцин Єфраїм Хананійович, українсько-російський письменник єврейського походження